# أحمد عبد الظاهر
احمد عبد الظاهر لاعب النادي الاهلي المصري، ويلعب حاليا في نادي أسوان.

## نشأته
من مواليد 25 يناير 1985
بميت حواي بمحافظة الغربية[بحاجة لمصدر].

## مسيرته الكروية
أول طريق الاحتراف له كان مع نادي إنبي الرياضي وكان قائد الفريق، وحاليا هو محترف في نادي الاهلي المصري.وهو حاليا معار لنادي مصر المقاصة

## تحويله إلى التحقيق وإيقافه
قرر مجلس إدارة النادي الأهلي المصري تحويله إلى التحقيق بعد رفعه شارة رابعة عقب تسجيله الهدف الثاني لفريقه في نهائي بطولة دوري أبطال أفريقيا لكرة القدم.
ومن ثم أعلن النادي الأهلي المصري رسمياً عن عرض مهاجمه أحمد عبد الظاهر للبيع مع حرمانه من مكافأة الفوز ببطولة دوري أبطال أفريقيا، وذلك على خلفية الإشارة السياسية التي قام بها، وتقرر أيضا استبعاده من القائمة التي ستشارك في بطولة كأس العالم للأندية التي تقام الشهر المقبل في المغرب.

وصرح طاهر أبو زيد وزير الرياضة المصري في بيان رسمي لوزارة الرياضة المصرية أن ما قام به اللاعب احمد عبد الظاهر في نهائي دوري ابطال أفريقيا من الإشارة بيديه بإشارة رابعة العدوية لا يمكن أن يمر مرور الكرام وأنه ينتظر نتائج التحقيق مع اللاعب الذي تجريه إدارة النادي الأهلي وما سيتم توقيعه من عقوبة تجاهه تتناسب مع ما بدر منه من إساءة بالغة أثناء المباراة.
بينما جاء قرار لجنة الكرة بنادي الأهلي بعد الانتهاء من المباراة مباشرة ودون انتظار نتائج انتهاء التحقيق مع اللاعب من خلال لجنة الكرة التي أحالت اللاعب للتحقيق للسبب ذاته.

في الخامس من ديسمبر أعلن الاتحاد المصري لكرة القدم معاقبة اللاعب بالإيقاف لمدة ثلاثة أشهر محليا ولمدة عام دوليا، ابتداء من تاريخ الواقعة في العاشر من نوفمبر. وبرر الاتحاد المصري في بيان منشور على موقعه على الإنترنت سبب إيقاف عبد الظاهر لقيامه بخلط الرياضة بالسياسة.
لكن عبد الظاهر دافع عن نفسه وقال إنه فقط كان يعبر عن تعاطفه مع الضحايا الذين سقطوا خلال أحداث فض اعتصام رابعة.

## الإنجازات[بحاجة لمصدر]
- كأس السوبر الأفريقي
- دوري أبطال أفريقيا (2013)

## روابط خارجية
- أحمد عبد الظاهر على موقع الاتحاد الدولي (مؤرشف)  (الإنجليزية)
- أحمد عبد الظاهر على موقع قاعدة بيانات كرة القدم.إي يو (الإنجليزية)
- أحمد عبد الظاهر على موقع ناشيونال فوتبول تيمز (الإنجليزية)
- أحمد عبد الظاهر على موقع Soccerway.com (الإنجليزية)